# 诺让勒塞克
诺让勒塞克（法語：Nogent-le-Sec，法語發音：[nɔʒɑ̃ lə sɛk]）是法国厄尔省的一个市镇，位于该省南部，属于埃夫勒区。

## 地理
诺让勒塞克（48°55'18"N, 1°0'10"E）面积10.11 平方千米，位于法国诺曼底大区厄尔省，该省份为法国北部内陆省份，北起滨海塞纳省，西接奧恩省和卡爾瓦多斯省，南至厄尔-卢瓦省，东临瓦兹省、瓦兹河谷省和伊夫林省。
与诺让勒塞克接壤的市镇（或旧市镇、城区）包括：马尔布瓦、纳热勒-塞梅尼勒、伊通河畔梅尼勒、勒瓦勒多雷。

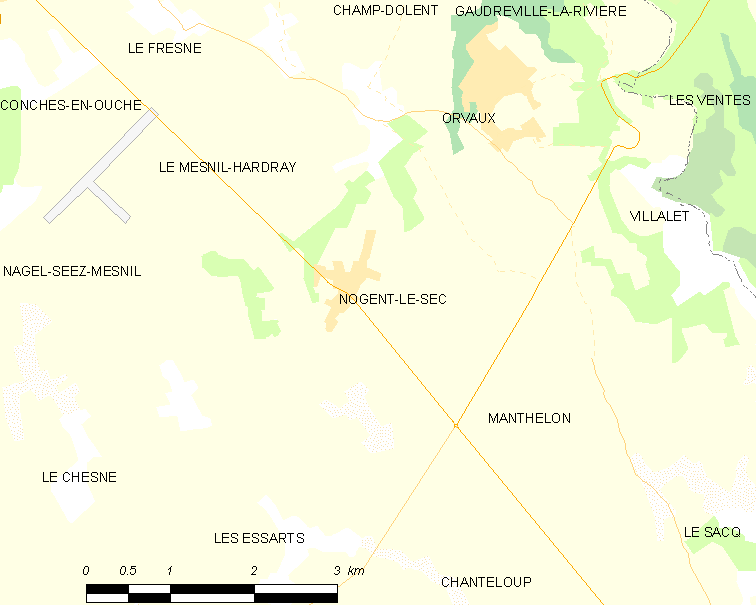
诺让勒塞克的OSM定位图

诺让勒塞克的时区为UTC+01:00、UTC+02:00（夏令时）。

## 行政
诺让勒塞克的邮政编码为27190，INSEE市镇编码为27436。

## 政治
诺让勒塞克所属的省级选区为乌什地区孔什县。

## 人口

1962-2008年间诺让勒塞克人口变化图示

诺让勒塞克于2022年1月1日时的人口数量为429人。